# Busto de Homem - O Atleta (Picasso)
A composição denominada Busto de Homem, também popularmente conhecida como O Atleta, foi um dos primeiros trabalhos cubistas de Pablo Ruiz Picasso, realizados em Horta de Ebro, feita dois anos antes de sua famosa tela - "Les demoiselles d’Avignon". A obra faz parte do acervo do MASP desde 1958.
Em sua obra, o artista demonstra a profusão dos músculos de um rapaz ginasta em que as linhas robustas sobressaem às feições naturais, sendo próprio em recursos geométricos (cilindro, cone, esfera). A representação masculina sem roupa é contemplada do quadril para cima, constituída por tonalidades terrosas e por bege. Sua expressão facial mais fechada é composta por maçãs proeminentes e um bronco nariz. Apresenta uma boca bem delineada e olhar baixo e fixo para o lado esquerdo. Possui cabeça arredondada com duas grandes entradas que se destacam, encimando a alta testa. O homem modelo que inspirou a obra chamava-se Joaquim Antonio Vives Terrars.

## Relação com o cubismo
No início do século XX, influências articuladas determinam o foco do artista, o esporte expresso nas obras evidenciava sinais de um novo tempo; tempos depois, como crítica e uma ferramenta de desestabilizar o indivíduo frente ao quadro social. A relação do esporte com o cubismo, por exemplo, começou nas primeiras décadas deste século, como uma forma de criar a história cultural da imagem. Os artistas desse movimento usavam elementos geométricos para expressar simultaneidade. Se distanciando do modelo da perspectiva tradicional, em um primeiro momento os  tons sombrios começam a se destacar e o período posterior contou com as cores vibrantes e recursos “não artísticos” como letras, números e páginas de jornais.
A introdução do elemento tátil para o abandono da bidimensionalidade, foi algo que marcou o percurso da arte moderna e central na configuração da arte contemporânea. Se referências à cultura de massas já estavam presentes nas obras dos impressionistas, entre os cubistas, mais do que como tema, esse diálogo é estabelecido com o uso de técnicas e de materiais.
Como símbolo da conexão entre as práticas esportivas e os cubistas, tem-se a obra “Cuia com frutas, violino e taça de vinho” de 1912 de Pablo Picasso. O tema em questão não tem relação com o esporte em si, entretanto, demonstra a ideia de novos elementos quando usa um pedaço de jornal para mostrar o título ‘ a vida esportiva’. E, seguindo a mesma lógica e mesmo artista, têm-se “O remador” de 1910, onde o peitoral, os ombros fortes e a posição superior do personagem estimam uma coerente relação pública com o corpo, exemplificada com os remadores; da mesma forma que em “Boxeadores” de 1911, “Boxeador” de 1912 e a pintura em destaque : “Busto de homem” de 1909. A projeção das obras relacionadas a essa temática e período é dada pelas seguintes constantes: perfil do artista, característica do movimento relacionado e a natureza da questão esportista na obra, seja do ponto de vista do conteúdo ou da técnica.

## Objeto relacionado

### Les Demoiselles d'Avignon

Les Demoiselles d'Avignon de Pablo Picasso

Les demoiselles d’Avignon é uma pintura de Pablo Picasso feita em 1907 que levou nove meses para ficar pronta. Se tornou um das obras responsáveis por transformar a história da arte, desenvolvendo a base para o cubismo e a pintura abstrata. Ela é o marco, portanto, do princípio das experimentações com a linguagem cubista. Esta obra, embora transformadora, foi incompreendida até mesmo pelos amigos do artista, pois não aprovaram o estilo em que corpos e fundos modificam-se em formas geométricas. A obra, inicialmente, era denominada Bordel Filosófico.